# Salvador Reyes (1936–2012)
Salvador „Chava” Reyes Monteón (ur. 20 września 1936 w Guadalajarze, zm. 29 grudnia 2012 tamże) – meksykański piłkarz występujący na pozycji napastnika, w późniejszym czasie trener. 

## Kariera klubowa
Reyes przyszedł na świat i wychowywał się w Mezquitán, jednej z dzielnic miasta Guadalajara, w rodzinie sportowców. Futbolem zainteresował się w bardzo młodym wieku za sprawą swojego ojca Luisa, który był profesjonalnym graczem. W piłkę grali także jego dwaj młodsi bracia; Alfredo oraz Luis. Już jako siedmiolatek został jednym z chłopców do podawania piłek na stadionie klubu Chivas de Guadalajara, któremu kibicował od dziecka, pracował również w roli maskotki drużyny. Swoją karierę piłkarską rozpoczął natomiast w wieku trzynastu lat, dołączając do jednego z najlepszych wówczas amatorskich zespołów w kraju, SUTAJ (Sindicato Único de Trabajadores Autotransportistas de Jalisco), złożonego głównie z pracowników związkowych. Dzięki udanym występom był powoływany do reprezentacji stanu – Selección Jalisco, natomiast w 1952 roku został zaproszony przez argentyńskiego szkoleniowca José Maríę Casullo do drużyny Chivas, w której zadebiutował w sezonie 1953/1954 podczas wygranego 3:2 spotkania z Leónem. 29 listopada 1953 roku, w meczu z Oro, strzelił premierowego gola dla swojego klubu.
Ogółem w Chivas spędził piętnaście lat w roli kluczowego gracza drużyny zwanej Campeonísimo, która odnosiła największe sukcesy w historii klubu. 3 stycznia 1957, w wygranym 1:0 spotkaniu z Irapuato, w ostatniej minucie strzelił jedynego gola dla swojej ekipy, który dał jego zespołowi pierwszy w historii tytuł mistrzowski. Ogółem mistrzostwo Meksyku zdobywał z Chivas jeszcze sześciokrotnie, z czego cztery razy z rzędu (1959, 1960, 1961, 1962, 1964, 1965). Do tej pory nie zdołał tego powtórzyć żaden inny meksykański klub. Sześciokrotnie wywalczył superpuchar kraju – Campeón de Campeones (1957, 1959, 1960, 1961, 1964, 1965), raz triumfował w rozgrywkach krajowego pucharu – Copa México (1963). W 1962 roku wygrał ze swoim klubem pierwszą edycję najbardziej prestiżowych rozgrywek kontynentu, Pucharu Mistrzów CONCACAF (zdobył wówczas trzy gole w konfrontacji finałowej z gwatemalskim Comunicaciones), natomiast rok później dotarł do finału. Dwa razy zdobył wicemistrzostwo Meksyku (1955, 1963), trzy razy doszedł do meczu finałowego pucharu kraju (1954, 1955, 1967), dwukrotnie zajmował drugie miejsce w superpucharze (1962, 1963). Cztery razy triumfował w regionalnym pucharze Copa de Oro de Occidente.
W sezonie 1961/1962 został królem strzelców ligi meksykańskiej, będąc pierwszym graczem, który osiągnął ten sukces, reprezentując barwy Chivas – zdobył wówczas 21 bramek w 25 spotkaniach. W 1964 roku wyjechał z drużyną na pierwsze tournée po Europie, podczas którego zdobył osiem z dwunastu bramek strzelonych wówczas przez swój zespół, z czego dwie w konfrontacji z FC Barcelona. Z czternastoma golami na koncie jest najlepszym strzelcem klubu w najbardziej prestiżowych derbach w Meksyku, z Américą, zwanych Súper Clásico. Stworzył skuteczny duet atakujących z Héctorem Hernándezem. Jest uznawany za idola kibiców i jedną z największych legend w historii Chivas. Do dziś pozostaje najlepszym strzelcem w ponadstuletniej historii klubu ze 122 bramkami na koncie. Jego imieniem nazwano salę konferencyjną na nowym stadionie klubu, Estadio Omnilife, natomiast numer 8, z którym występował przez cały pobyt w Chivas, został zastrzeżony. Określa się go mianem jednego z najwybitniejszych zawodników w historii meksykańskiej piłki.
W 1967 roku opuścił Chivas na rzecz amerykańskiej drużyny Los Angeles Toros, w której spędził zaledwie kilka miesięcy, po czym powrócił do ojczyzny, podpisując umowę z drugoligową ekipą CF Laguna z siedzibą w mieście Torreón. W sezonie 1967/1968 zespół awansował do najwyższej klasy rozgrywkowej, a Reyes występował w nim jeszcze przez następne dwa i pół roku. Później ponownie trafił do drugiej ligi meksykańskiej, tym razem przechodząc do San Luis FC, z którym podobnie jak z Laguną, podczas rozgrywek 1970/1971, awansował na najwyższy szczebel ligowy. Karierę piłkarską zakończył w wieku 37 lat jako gracz drugoligowego klubu Tigres UANL z siedzibą w Monterrey. Znalazł się na siódmym miejscu sporządzonej przez IFFHS listy najlepszych zawodników w historii Ameryki Północnej.
W wieku 71 lat, przed sezonem Clausura 2008, został zgłoszony do ligowych rozgrywek przez Chivas i 19 stycznia tego roku, w wygranym 3:0 spotkaniu z Pumas UNAM na Estadio Jalisco, wyszedł na plac gry w wyjściowym składzie i został zmieniony w 50. sekundzie przez Omara Bravo, notując dwa kontakty z piłką. Władze klubu chciały w ten sposób uhonorować pięćdziesięciolecie legendarnej drużyny Campeonísimo. Osiągnięcie Reyesa – bycie najstarszym zawodnikiem, który wystąpił w profesjonalnym meczu piłkarskim – zostało wpisane do księgi rekordów Guinnessa.

## Kariera reprezentacyjna
W reprezentacji Meksyku Reyes zadebiutował za kadencji hiszpańskiego selekcjonera Antonio Lópeza Herranza, 26 lutego 1956 w zremisowanym 1:1 meczu z Kostaryką w ramach mistrzostw panamerykańskich, na których jego drużyna zajęła przedostatnie, piąte miejsce. Premierowe bramki w kadrze narodowej strzelił natomiast w piątym występie, 7 kwietnia 1957 w wygranym 6:0 spotkaniu z USA podczas kwalifikacji do mistrzostw świata 1958, kiedy to trzykrotnie wpisywał się na listę strzelców. Ostatecznie Meksykanom udało się awansować na mundial, a on sam znalazł się w składzie powołanym na mistrzostwa. Na szwedzkich boiskach był podstawowym zawodnikiem reprezentacji i wystąpił we wszystkich trzech spotkaniach: ze Szwecją (0:3), Walią (1:1) oraz Węgrami (0:4), a jego zespół odpadł ze światowego czempionatu już w fazie grupowej. 24 maja 1959 zdobył bramkę w prestiżowym meczu towarzyskim z Anglią (2:1), natomiast w 1960 roku ponownie wystąpił na mistrzostwach panamerykańskich, tym razem zajmując na nich trzecie miejsce.
Podczas eliminacji do mistrzostw świata 1962 był kluczowym zawodnikiem drużyny prowadzonej przez Ignacio Trellesa i aż sześciokrotnie wpisywał się na listę strzelców: dwukrotnie w spotkaniach z USA (3:3) oraz Antylami Holenderskimi (7:0), a raz w rewanżu z USA (3:0) i w decydującej o awansie Meksykanów konfrontacji z Paragwajem (1:0). Na mundialu w Chile ponownie rozegrał wszystkie trzy mecze: z Brazylią (0:2), Hiszpanią (0:1) i Czechosłowacją (3:1), a jego kadra znów zakończyła swój udział w turnieju na fazie grupowej. W kwalifikacjach do mistrzostw świata 1966 strzelił dwa gole: z Hondurasem (3:0), a także USA (2:2), a później już po raz trzeci w karierze został powołany na światowy czempionat. Na angielskich boiskach podobnie jak podczas dwóch ostatnich mundiali był podstawowym graczem swojej drużyny i zagrał we wszystkich trzech meczach: z Francją (1:1), Anglią (0:2) i Urugwajem (0:0), po raz trzeci odpadając z Meksykiem już w fazie grupowej. Pozostałe gole w kadrze zdobył w meczach towarzyskich z Czechosłowacją (1:2) i Kolumbią (1:0), a po mistrzostwach świata 1966 nie wystąpił już więcej w reprezentacji. Swój bilans w drużynie narodowej zamknął ostatecznie na 49 meczach, w których strzelił 14 bramek.

## Statystyki

### Klubowe
| Klub        | Sezon            | Kraj              | Rozgrywki        | Liga  | Liga | Puchar kraju | Puchar kraju | Międzynarodowe | Międzynarodowe | Międzynarodowe | Razem | Razem |
| Klub        | Sezon            | Kraj              | Rozgrywki        | Mecze | Gole | Mecze        | Gole         | Rozgrywki      | Mecze          | Gole           | Mecze | Gole  |
| ----------- | ---------------- | ----------------- | ---------------- | ----- | ---- | ------------ | ------------ | -------------- | -------------- | -------------- | ----- | ----- |
| Guadalajara | 1953–1954        | Meksyk            | Primera División |       | 0    |              |              |                |                |                |       |       |
| Guadalajara | 1954–1955        | Meksyk            | Primera División |       | 7    |              |              |                |                |                |       |       |
| Guadalajara | 1955–1956        | Meksyk            | Primera División |       | 6    |              |              |                |                |                |       |       |
| Guadalajara | 1956–1957        | Meksyk            | Primera División | 22    | 8    |              |              |                |                |                |       |       |
| Guadalajara | 1957–1958        | Meksyk            | Primera División |       | 11   |              |              |                |                |                |       |       |
| Guadalajara | 1958–1959        | Meksyk            | Primera División | 25    | 7    |              |              |                |                |                |       |       |
| Guadalajara | 1959–1960        | Meksyk            | Primera División | 22    | 11   |              |              |                |                |                |       |       |
| Guadalajara | 1960–1961        | Meksyk            | Primera División | 24    | 15   |              |              |                |                |                |       |       |
| Guadalajara | 1961–1962        | Meksyk            | Primera División | 25    | 21   |              |              | PM             |                | 5              |       |       |
| Guadalajara | 1962–1963        | Meksyk            | Primera División |       | 8    |              |              | PM             |                | 4              |       |       |
| Guadalajara | 1963–1964        | Meksyk            | Primera División | 22    | 11   |              |              |                |                |                |       |       |
| Guadalajara | 1964–1965        | Meksyk            | Primera División | 27    | 13   |              |              |                |                |                |       |       |
| Guadalajara | 1965–1966        | Meksyk            | Primera División |       | 2    |              |              |                |                |                |       |       |
| Guadalajara | 1966–1967        | Meksyk            | Primera División | 16    | 1    |              |              |                |                |                |       |       |
| LA Toros    | 1967             | Stany Zjednoczone | NPSL             | 11    | 6    |              |              |                |                |                |       |       |
| Laguna      | 1967–1968        | Meksyk            | Segunda División |       |      |              |              |                |                |                |       |       |
| Laguna      | 1968–1969        | Meksyk            | Primera División |       | 0    |              |              |                |                |                |       |       |
| Laguna      | 1969–1970        | Meksyk            | Primera División |       | 3    |              |              |                |                |                |       |       |
| Laguna      | 1970             | Meksyk            | Primera División |       | 0    |              |              |                |                |                |       |       |
| San Luis    | 1970–1971        | Meksyk            | Segunda División |       |      |              |              |                |                |                |       |       |
| San Luis    | 1971–1972        | Meksyk            | Primera División | 1     | 0    |              |              |                |                |                |       |       |
| UANL        | 1972–1973        | Meksyk            | Segunda División | 1     | 0    |              |              |                |                |                |       |       |
| Guadalajara | 2007–2008        | Meksyk            | Primera División | 1     | 0    |              |              |                |                |                |       |       |
| Ogółem      | Primera División | Primera División  | Primera División |       | 125  |              |              | PM             |                | 9              |       |       |
| Ogółem      | Segunda División |                   |                  |       |      |              |              |                |                |                |       |       |
| Ogółem      | NPSL             | NPSL              | NPSL             | 11    | 6    |              |              |                |                |                |       |       |
| Ogółem      | Ogółem           | Ogółem            | Ogółem           |       |      |              |              | PM             |                | 9              |       |       |

Legenda:
- PM – Puchar Mistrzów CONCACAF

### Reprezentacyjne
| Reprezentacja | Kraj   | Rok    | Łącznie | Łącznie |
| Reprezentacja | Kraj   | Rok    | Mecze   | Gole    |
| ------------- | ------ | ------ | ------- | ------- |
| Meksyk        |        |        |         |         |
| Meksyk        | 1956   | 4      | 0       |         |
| Meksyk        | 1957   | 4      | 3       |         |
| Meksyk        | 1958   | 3      | 0       |         |
| Meksyk        | 1959   | 3      | 1       |         |
| Meksyk        | 1960   | 9      | 3       |         |
| Meksyk        | 1961   | 9      | 4       |         |
| Meksyk        | 1962   | 8      | 1       |         |
| Meksyk        | 1963   | 0      | 0       |         |
| Meksyk        | 1964   | 0      | 0       |         |
| Meksyk        | 1965   | 5      | 2       |         |
| Meksyk        | 1966   | 4      | 0       |         |
| Ogółem        | Ogółem | Ogółem | 49      | 14      |

:Gole w reprezentacji
| #   | Data                 | Miejsce                                                         | Przeciwnik          | Gol | Wynik | Rozgrywki             |
| --- | -------------------- | --------------------------------------------------------------- | ------------------- | --- | ----- | --------------------- |
| 1.  | 7 kwietnia 1957      | Estadio Ciudad de los Deportes, Meksyk, Meksyk                  | Stany Zjednoczone   | 3–0 | 6–0   | Eliminacje do MŚ 1958 |
| 2.  | 7 kwietnia 1957      | Estadio Ciudad de los Deportes, Meksyk, Meksyk                  | Stany Zjednoczone   | 5–0 | 6–0   | Eliminacje do MŚ 1958 |
| 3.  | 7 kwietnia 1957      | Estadio Ciudad de los Deportes, Meksyk, Meksyk                  | Stany Zjednoczone   | 6–0 | 6–0   | Eliminacje do MŚ 1958 |
| 4.  | 24 maja 1959         | Estadio Olímpico Universitario, Meksyk, Meksyk                  | Anglia              | 2–1 | 2–1   | Mecz towarzyski       |
| 5.  | 6 listopada 1960     | Wrigley Field, Chicago, Stany Zjednoczone                       | Stany Zjednoczone   | 2–0 | 3–3   | Eliminacje do MŚ 1962 |
| 6.  | 6 listopada 1960     | Wrigley Field, Chicago, Stany Zjednoczone                       | Stany Zjednoczone   | 3–0 | 3–3   | Eliminacje do MŚ 1962 |
| 7.  | 13 listopada 1960    | Estadio Olímpico Universitario, Meksyk, Meksyk                  | Stany Zjednoczone   | 2–0 | 3–0   | Eliminacje do MŚ 1962 |
| 8.  | 5 kwietnia 1961      | Estadio Olímpico Universitario, Meksyk, Meksyk                  | Antyle Holenderskie | 2–0 | 7–0   | Eliminacje do MŚ 1962 |
| 9.  | 5 kwietnia 1961      | Estadio Olímpico Universitario, Meksyk, Meksyk                  | Antyle Holenderskie | 6–0 | 7–0   | Eliminacje do MŚ 1962 |
| 10. | 29 kwietnia 1961     | Stadion miejski w Ostrawie-Vítkovicach, Ostrawa, Czechosłowacja | Czechosłowacja      | 1–2 | 1–2   | Mecz towarzyski       |
| 11. | 29 października 1961 | Estadio Olímpico Universitario, Meksyk, Meksyk                  | Paragwaj            | 1–0 | 1–0   | Eliminacje do MŚ 1962 |
| 12. | 25 kwietnia 1962     | Estadio Olímpico Universitario, Meksyk, Meksyk                  | Kolumbia            | 1–0 | 1–0   | Mecz towarzyski       |
| 13. | 4 marca 1965         | Estadio Olímpico Universitario, Meksyk, Meksyk                  | Honduras            | 3–0 | 3–0   | Eliminacje do MŚ 1966 |
| 14. | 7 marca 1965         | Memorial Coliseum, Los Angeles, Stany Zjednoczone               | Stany Zjednoczone   | 2–2 | 2–2   | Eliminacje do MŚ 1966 |

## Kariera trenerska
Jeszcze pod koniec swojej kariery piłkarskiej Reyes rozpoczął pracę w roli szkoleniowca, trenując drużyny, w których występował: San Luis FC oraz Tigres UANL. Później trenował inne kluby z niższych lig meksykańskich: Atletas Campesinos, Cuerudos de Victoria i Serranos de Teziutlán. Jako pierwszy trener nie potrafił jednak nawiązać do sukcesów odnoszonych w roli piłkarza. Aż do swojej śmierci przez kilkadziesiąt lat był zatrudniony w swoim macierzystym zespole Chivas de Guadalajara, pracując w akademii juniorskiej głównie jako trener, poszukiwacz talentów i doradca. Działał również w strukturach drużyny satelickiej klubu, amerykańskiego CD Chivas USA, występującego w rozgrywkach Major League Soccer.

## Życie prywatne
Był żonaty z Evelią de la Peña, z którą miał trójkę dzieci: córki Lorenę i Evelię oraz syna Salvadora, który również był piłkarzem, a później trenerem piłkarskim.
Zmarł w wieku 76 lat, 29 grudnia 2012 w Guadalajarze, na raka jelita grubego. Ubolewanie z powodu jego śmierci wyraziło wiele osobistości ze środowiska piłkarskiego: Javier Hernández, Rafael Márquez, Ramón Morales, Gonzalo Pineda, Joel Sánchez, Kristian Álvarez, Luis Fernando Tena, Jonny Magallón, Patricio Araujo, Oswaldo Sánchez, John van ’t Schip, Tomás Boy, wszyscy ówcześni piłkarze Chivas i byli koledzy z epoki Campeonísimo, przewodniczący ligi Decio de María, członkowie zarządu Chivas Angélica Fuentes, Dennis te Kloese i Marcelo Michel Leaño oraz właściciel zespołu Jorge Vergara, a także Meksykański Związek Piłki Nożnej oraz FIFA.